# Giorgino (film)
Giorgino è un film del 1994 diretto da Laurent Boutonnat.
È il primo lungometraggio di questo artista.
Il film avrebbe dovuto rappresentare il lancio nel mondo del cinema della celebre cantante Mylène Farmer, della quale Boutonnat è da sempre coautore dei brani e regista di fiducia per i videoclip, ma non ha ottenuto il successo sperato.
Nel 2007 è uscito il DVD.

## Trama
Ottobre 1918, subito dopo la prima guerra mondiale: il dottor Giorgio Volli, giovane medico appena tornato alla vita civile, è alla ricerca di un gruppo di bambini dei quali si è occupato prima della guerra.
Ben presto la ricerca prende forma di un nascondino con la morte: Giorgino si ritrova in un orfanotrofio con pareti sinistre e un'orda di lupi a minacciarlo.
È proprio qui che incontra la misteriosa Catherine.